# Canada aux Jeux olympiques de 1904
Le Canada participe aux Jeux olympiques d'été de 1904 à Saint-Louis, au Missouri. Il s'agit de la première participation d'une équipe officielle canadienne. La délégation est composée de 43 athlètes qui participent aux compétitions dans cinq sports. Ils y obtiennent six médailles : quatre d'or, une d'argent et une de bronze.

## Médailles d’or
| Sport              | Discipline              | Sportifs | Performance |
| Médailles d’or : 4 |                         | |             |
| Athlétisme         | Lancer du marteau lourd | Étienne Desmarteau | 10,456 m    |
| Crosse             | Équipe                  | Shamrock Lacrosse Team Eli Blanchard William Brennaugh George Bretz William Burns George Cattanach George Cloutier Sandy Cowan Jack Flett Benjamin Jamieson Stuart Laidlaw Hilliard Lyle Lawrence Pentland    |             |
| Football           | Équipe                  | Galt Football Club Ernest Linton George Ducker John Gourlay John Fraser Albert Johnson Robert Lane Thomas Taylor Frederick Steep Alexander Hall Gordon MacDonald William Twaits Albert Henderson O. Christmas | 7 - 0       |
| Golf               | Epreuve individuelle    | George Lyon |             |

## Médailles d’argent
| Sport                  | Discipline | Sportifs | Performance |
| Médailles d’argent : 1 |            | |             |
| Aviron                 | Huit       | Arthur Bailey William Rice George Reiffenstein Phil Boyd George Strange William Wadsworth Donald MacKenzie Joseph Wright Thomas Loudon |             |

## Médailles de bronze
| Sport                   | Discipline | Sportifs | Performance |
| Médailles de bronze : 1 |            | |             |
| Crosse                  | Équipe     | Mohawk Indians Black Hawk Black Eagle Almighty Voice Flat Iron Spotted Tail Half Moon Lightfoot Snake Eater Red Jacket Night Hawk Man Afraid Soap Rain in Face |             |